# جورج آرياس (ملاكم)
جورج آرياس (بالبرتغالية: George Arias‏) مواليد 21 أبريل 1974 في ساو باولو، البرازيل، هو ملاكم محترف برازيلي يصنف ضمن فئة الوزن الثقيل.

## المسيرة الاحترافية
من نزالاته:
- خسر أمام كارلوس تاكم (2015).
- خسر أمام كوبرات بوليف (2015).
- خسر أمام تاراس بيدينكو (2007).
- خسر أمام خوان كارلوس غوميز بالضربة القاضية (2005).
- خسر أمام أوين بيك (2003).
- خسر أمام فريس أوكندو بالضربة الفنية القاضية (2002).
- خسر أمام جوني نيلسون (2001).

## إحصائيات
خاض خلال مسيرته 71 نزالا، فاز في 56 ولم يتعادل وخسر في 15. فاز بالضربة القاضية في 32 نزالا.

## روابط خارجية
- جورج آرياس على موقع بوكس ريك (الإنجليزية) (registration required)